# Vačíci
Vačíci (Paucituberculata) jsou malí, rejskům podobní vačnatci, kteří se nacházejí výhradně v Andách v Jižní Americe. Předpokládá se, že tento řád se od předchůdců vačnatých oddělil v poměrně raných dobách. Někdy v době před 20 miliony let zde bylo minimálně 7 rodů, dodnes přežily pouze 3 rody s pěti druhy sdružovaní do jediné čeledi vačíkovitých.
Vačíkovití jsou převážně masožraví. Třebaže jsou typicky drobní, asi jako malá krysa dlouhá 9 až 14 cm, jsou to velmi aktivní lovci hmyzu, žížal a malých obratlovců. Mají malé oči a slabý zrak, loví v pozdní odpoledne a v noci. Oběť lokalizují pomocí dobrého sluchu a dlouhých citlivých fousků.
Převážně díky jejich drsnému a nepřístupnému obydlí je známe velmi špatně. Typicky je považujeme za vzácné. Nicméně poslední studie naznačují, že jsou možná více běžní, než jsme se původně domnívali.

## Rody

### Caenolestes
- vačík dravý (Caenolestes caniventer)
- vačík hbitý (Caenolestes convelatus)
- vačík rejsčí (Caenolestes fuliginosus)

### Lestoros
- vačík inca (Lestoros inca)

### Rhyncholestes
- vačík tlustoocasý (Rhyncholestes raphanurus)